# Resolutie 1721 Veiligheidsraad Verenigde Naties
Resolutie 1721 van de Veiligheidsraad van de Verenigde Naties werd unaniem door de
VN-Veiligheidsraad aangenomen op 1 november 2006. De
resolutie stemde in met maatregelen die door de Afrikaanse Unie
waren genomen, waaronder de verlenging van de mandaten van de president en de eerste minister, om de
geplande verkiezingen in Ivoorkust nog een jaar te kunnen uitstellen. Verder kreeg ook de Hoge
VN-Vertegenwoordiger voor die verkiezingen meer zeggenschap.

## Achtergrond
In 2002 brak in Ivoorkust een burgeroorlog uit tussen de regering in het
christelijke zuiden en rebellen in het islamitische noorden van het land.
In 2003 leidden onderhandelingen tot de vorming van een regering van nationale eenheid en waren er
Franse en VN-troepen aanwezig. In 2004 zegden de rebellen hun
vertrouwen in de regering op en namen opnieuw de wapens op. Op 6 november kwamen bij Ivoriaanse
luchtaanvallen op de rebellen ook 9 Franse vredeshandhavers om. Nog die dag vernietigden de Fransen de gehele
Ivoriaanse luchtmacht, waarna ongeregeldheden uitbraken in de hoofdstad Abidjan.

## Inhoud

### Waarnemingen
Op 30 oktober 2005 was de grondwettelijke ambtstermijn van president Laurent Gbagbo van
Ivoorkust afgelopen en op 16 december 2005 dat van het voormalig parlement. De vredes- en
veiligheidsraad van de Afrikaanse Unie had er toen mee ingestemd dat Gbagbo nog een jaar langer aan
zou blijven omdat onmogelijk verkiezingen konden worden georganiseerd in de toenmalige omstandigheden.
De situatie in Ivoorkust ging echter nog verder achteruit.

### Handelingen
Hoewel de mandaten van president Gbagbo en eerste minister Charles Konan Banny op 31 oktober 2006
afliepen was de organisatie van verkiezingen nog steeds onmogelijk. De AU-vredes- en veiligheidsraad wilde
die verkiezingen tegen 31 oktober 2007 laten doorgaan en had provisies getroffen voor de periode tot
de nieuwe president en het nieuwe parlement geïnstalleerd waren. Daarbij was dat Gbagbo staatshoofd zou
blijven gedurende nog eens 12 maanden vanaf 1 november 2006 een ook het mandaat van de eerste minister
werd met die periode verlengd.
De eerste minister mocht de gesloten akkoorden uitvoeren en in het bijzonder:
- Het ontwapenings-, demobilisatie- en herintegratieprogramma uitvoeren,
- Stemgerechtigden registreren,
- Milities ontwapenen en ontmantelen,
- Het gezag van de staat in heel het land herstellen,
- De verkiezingen technisch voorbereiden,
- Het leger hervormen.

Voorts werd ook het mandaat van de Hoge Vertegenwoordiger voor de Verkiezingen, zoals vastgelegd met
resolutie 1603, met 12 maanden verlengd. De AU had hem
gevraagd een grotere rol te spelen in het oplossen van disputen in verband met de verkiezingen en dus:
- Werd hij de enige die mocht tussenkomen in dergelijke disputen,
- Zou hij alle stadia van het verkiezingsproces verifiëren.

## Verwante resoluties
- Resolutie 1682 Veiligheidsraad Verenigde Naties
- Resolutie 1708 Veiligheidsraad Verenigde Naties
- Resolutie 1726 Veiligheidsraad Verenigde Naties
- Resolutie 1727 Veiligheidsraad Verenigde Naties

Lijst ·  1652 ·  1653 ·  1654 ·  1655 ·  1656 ·  1657 ·  1658 ·  1659 ·  1660 ·  1661 ·  1662 ·  1663 ·  1664 ·  1665 ·  1666 ·  1667 ·  1668 ·  1669 ·  1670 ·  1671 ·  1672 ·  1673 ·  1674 ·  1675 ·  1676 ·  1677 ·  1678 ·  1679 ·  1680 ·  1681 ·  1682 ·  1683 ·  1684 ·  1685 ·  1686 ·  1687 ·  1688 ·  1689 ·  1690 ·  1691 ·  1692 ·  1693 ·  1694 ·  1695 ·  1696 ·  1697 ·  1698 ·  1699 ·  1700 ·  1701 ·  1702 ·  1703 ·  1704 ·  1705 ·  1706 ·  1707 ·  1708 ·  1709 ·  1710 ·  1711 ·  1712 ·  1713 ·  1714 ·  1715 ·  1716 ·  1717 ·  1718 ·  1719 ·  1720 ·  1721 ·  1722 ·  1723 ·  1724 ·  1725 ·  1726 ·  1727 ·  1728 ·  1729 ·  1730 ·  1731 ·  1732 ·  1733 ·  1734 ·  1735 ·  1736 ·  1737 ·  1738